# Eumastax luteiventris
Eumastax luteiventris är en insektsart som beskrevs av Marius Descamps 1973. Eumastax luteiventris ingår i släktet Eumastax och familjen Eumastacidae. Inga underarter finns listade i Catalogue of Life.